# Habichtsadler
Der Habichtsadler (Aquila fasciata, Syn.: Hieraaetus fasciatus) ist eine Vogelart aus der Familie der Habichtartigen (Accipitridae). Dieser mittelgroße, kräftige und sehr agile Adler bewohnt trockene, felsige Regionen in Südeuropa, Nordafrika und im Süden Asiens, wo er sich von kleinen bis mittelgroßen Wirbeltieren ernährt. Der Bestand des Habichtsadlers ist in Südeuropa vor allem aufgrund illegaler Verfolgung seit Jahrzehnten rückläufig, daher gilt die Art hier als stark gefährdet.

## Beschreibung
Habichtsadler sind mittelgroße, kräftig gebaute Adler und deutlich größer und schwerer als ein Mäusebussard. Die Körperlänge beträgt 55–67 cm, wovon 24–29 cm auf den Schwanz entfallen. Die Spannweite beträgt 142–175 cm. Weibchen sind im Mittel um etwa 10 % größer als Männchen, die Geschlechter unterscheiden sich äußerlich ansonsten nicht. Weibchen der Nominatform haben eine Flügellänge von 478–560 mm, Männchen erreichen 458–542 mm. Angaben zum Gewicht liegen bisher kaum vor, zwei Weibchen wogen 2,0–2,5 kg, vier Männchen 1,5–2,2 kg. Die Beine sind relativ lang und wie bei allen Vertretern der Unterfamilie Aquilinae bis zu den Zehen befiedert, die Zehen und Krallen sind sehr groß und kräftig.
Im Flug wirkt die Art breitflügelig, mit deutlich, aber nicht so stark wie bei den großen Arten der Gattung Aquila gefingerten Handschwingen und leicht S-förmigen Hinterrand der Flügel. Der Stoß ist lang und am Ende gerade.
Bei adulten Vögeln sind die Oberseiten von Rumpf und Flügeln sowie der Oberkopf einfarbig dunkel schwarzbraun, in der Rückenmitte befindet sich ein weißlicher Fleck. Der Schwanz ist grau und zeigt eine feine dunkle Bänderung sowie eine breite dunkle Subterminalbinde. Die Unterseite des Rumpfes sowie die kleinen Unterflügeldecken sind auf weißem Grund in variabler Stärke schwarz gestrichelt und bilden so einen deutlichen Kontrast zu den einfarbig schwarzen mittleren und großen Unterflügeldecken. Die Armschwingen und die inneren Handschwingen sind auch unterseits einfarbig dunkelbraungrau, die äußeren Handschwingen sind auf weißlichem Grund dunkel gebändert.
Die Iris ist blassgelb bis bernsteinfarben, die Wachshaut und die Zehen haben eine gelbe Färbung. Die Schnabelbasis ist grau gegen den im Übrigen schwarzen Schnabel abgesetzt.
Das Jugendkleid unterscheidet sich in Färbung und Zeichnung deutlich von dem der Altvögel. Die Oberseiten von Flügel und Rumpf sind einfarbig warm braun, ein heller Rückenfleck fehlt. Die Unterseite ist auf gelblich-ockerfarbenem Grund schwach dunkel gestrichelt. Alle Schwingen und Steuerfedern zeigen auf hellgrauem Grund eine enge, dunkle Bänderung. Die Iris der Jungvögel ist warm braun, Wachshaut und Zehen sind wie bei adulten Vögel gelb. Jungvögel zeigen nach der ersten Mauser ein Gemisch aus Jugendkleid und Adultkleid; nach der zweiten Mauser, also im Herbst des dritten Kalenderjahres, sind sie ausgefärbt und nicht mehr von adulten Vögeln zu unterscheiden.

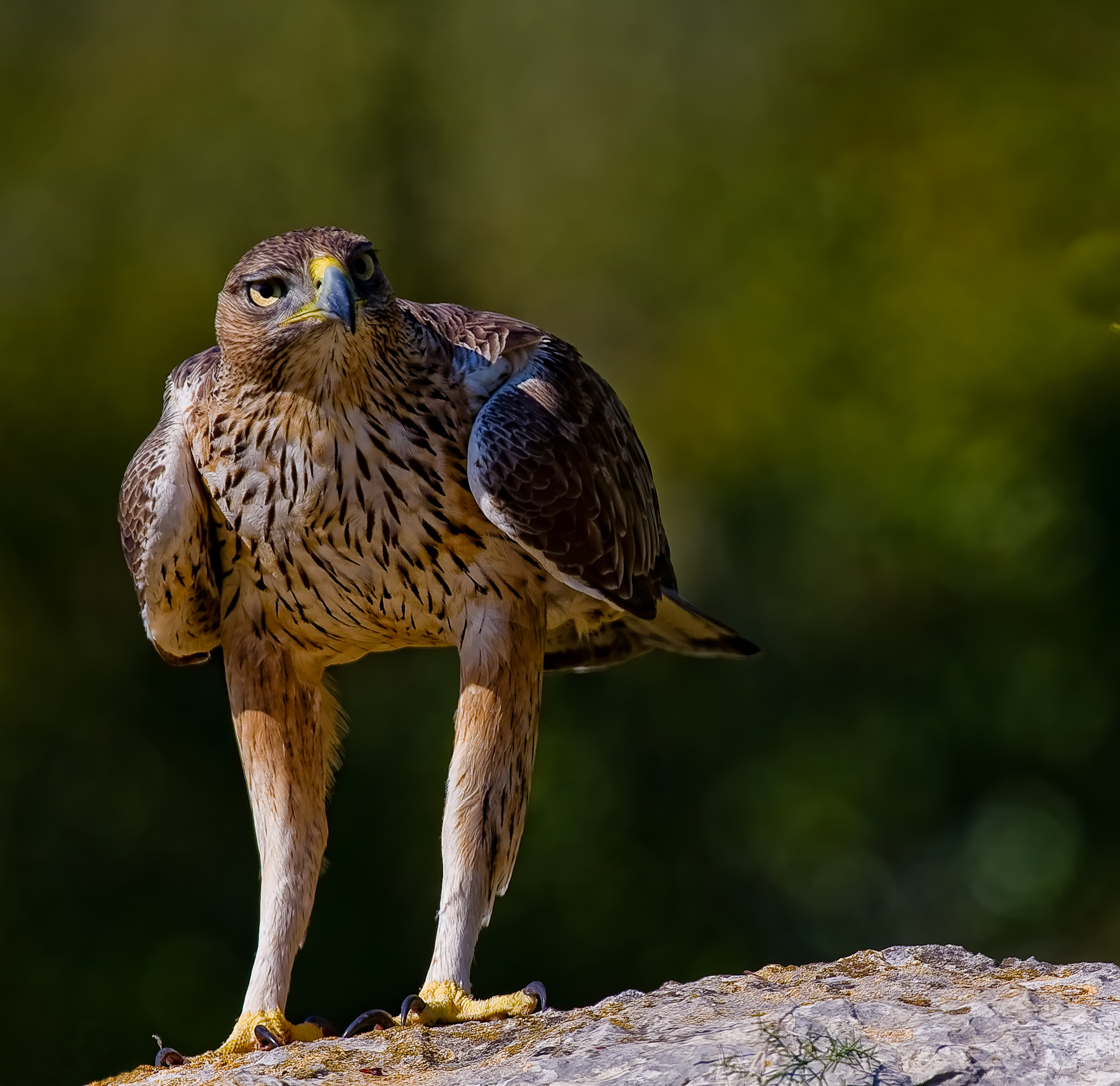
Immaturer Habichtsadler

## Lautäußerungen
Bei der Balz wird häufig ein lauter, schriller Ruf geäußert, der mit „hiiiiiü-hiiiiü“ oder „jiöh“ umschrieben wird. Bei Bedrohung des Nestes oder sonstiger Erregung rufen Habichtsadler gereiht und hoch pfeifend etwa „ki-ki-ki“ oder „jib-jib-jib“.

## Verbreitung und Lebensraum

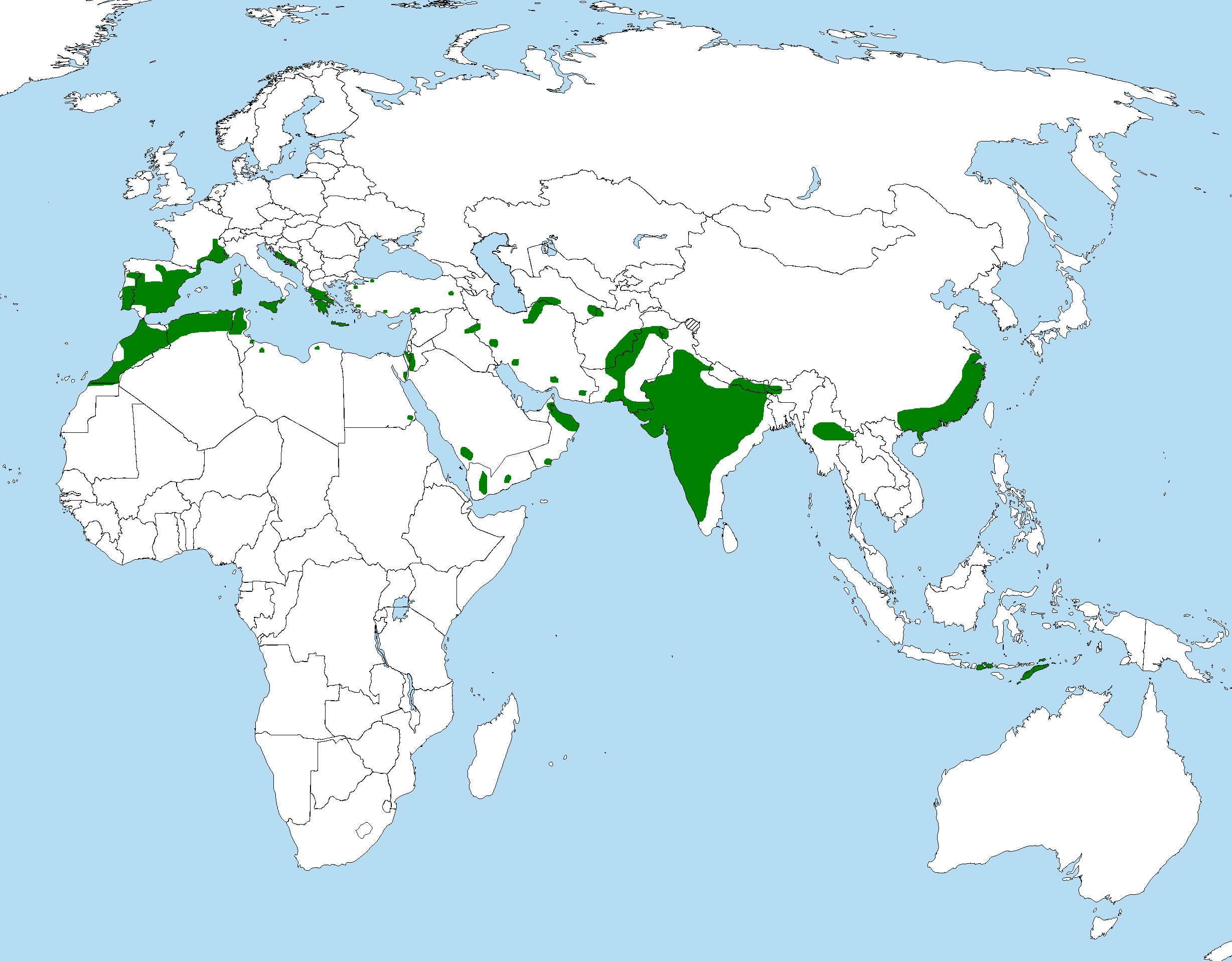
Verbreitung des Habichtsadlers

Der Habichtsadler kommt in Südeuropa, Nordafrika, auf der Arabischen Halbinsel sowie in Süd- und Südostasien vor, wobei die Verbreitung stark zersplittert ist. Die größten zusammenhängenden Verbreitungsgebiete befinden sich in Südwesteuropa in Spanien, Portugal und im Süden Frankreichs und südlich daran anschließend im Nordwesten Afrikas, dann auf dem Indischen Subkontinent sowie im Süden Chinas. In Europa gibt es zudem kleinere Brutpopulationen auf Sardinien, im äußersten Süden Italiens, auf dem Balkan sowie in Griechenland und auf Zypern.
Im westlichen und zentralen Teil seines Verbreitungsgebietes besiedelt der Habichtsadler im Wesentlichen die mediterrane und die aride Klimazone. Er kommt dort vor allem in trockenen, gebirgigen Gebieten mit Felswänden und geringer Waldbedeckung vor. Außerhalb der Brutzeit kann er dort auch in Feuchtgebieten angetroffen werden. In Südostasien werden auch stärker bewaldete und feuchtere Bereiche bewohnt.

## Systematik
Trotz des großen Verbreitungsgebietes der Art werden nur zwei Unterarten unterschieden, nämlich die Nominatform A. f. fasciatus und die nur auf einigen der Kleinen Sundainseln vorkommende, kleinere und an Unterbauch und Beinen dunkler gezeichnete Unterart A. f. renschi.
Nächster Verwandter des Habichtsadlers ist der Akazienadler (A. spilogaster), der früher meist als Unterart des Habichtsadlers angesehen wurde. Ferguson-Lees & Christie trennen beide Formen als eigene Arten und betrachten diese als Superspezies. Die molekulargenetischen Untersuchungen von Lerner & Mindell unterstützen den Artstatus beider Formen, die genetischen Distanzen zwischen A. fasciatus und A. spilogaster waren sogar etwas größer als die zwischen anderen Zwillingsarten unter den Greifvögeln wie zwischen Schrei- und Schelladler oder zwischen Zwerg- und Australienzwergadler (H. morphnoides). Lerner & Mindell weisen jedoch auf die Notwendigkeit weiterer Untersuchungen hin.
Der Habichtsadler gehörte ursprünglich zur Gattung Hieraaetus, wurde aber zusammen mit dem Afrikanischen Habichtsadler in die Gattung Aquila verschoben, da beide Gattungen in ihrer ursprünglichen Zusammensetzung kein Monophylum darstellten.

## Jagdweise und Ernährung

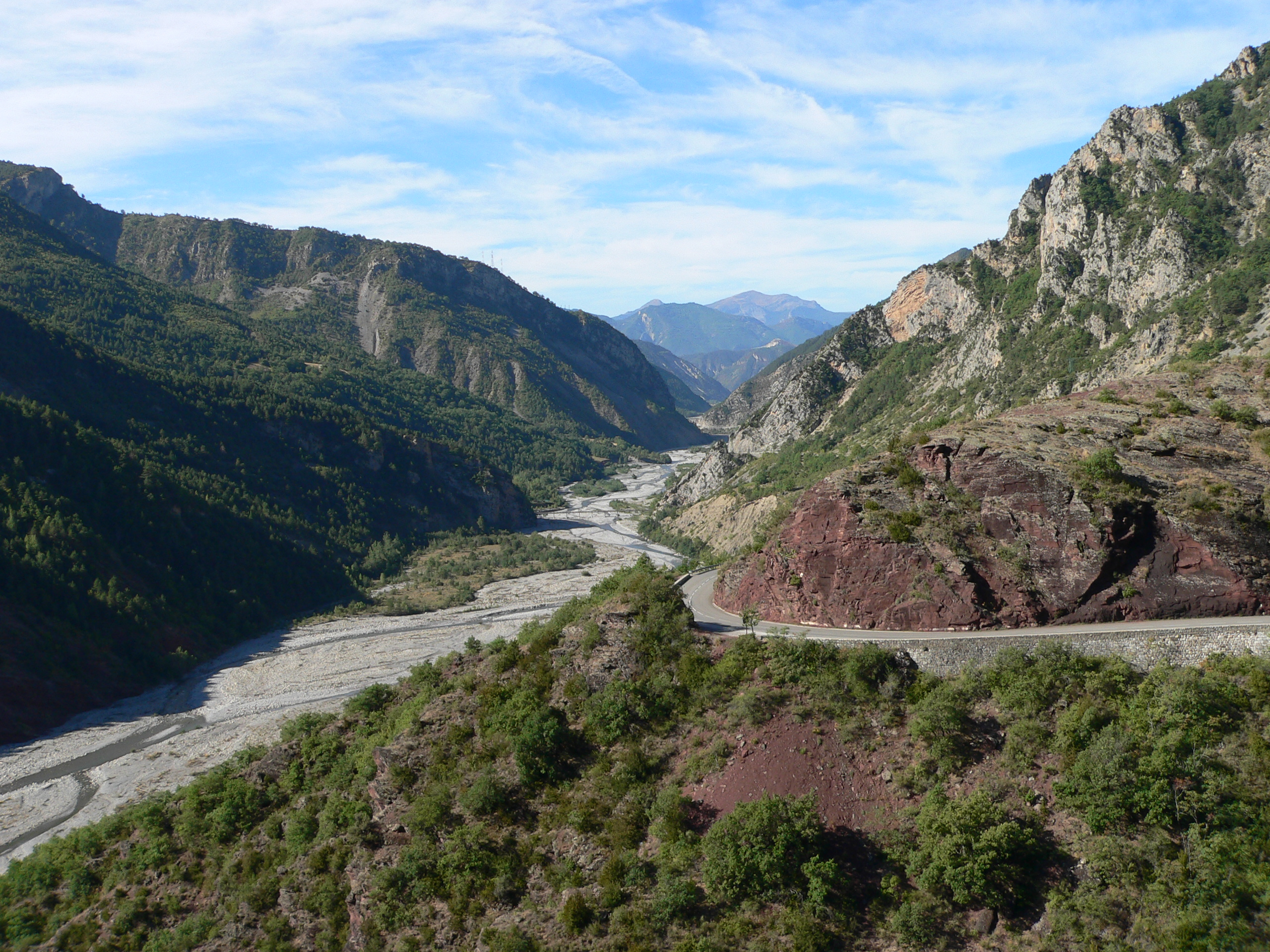
Lebensraum des Habichtsadlers in Südfrankreich (im Tal des Var)

Habichtsadler sind flexible und für einen Vogel dieser Größe außerordentlich wendige und schnelle Jäger, die Jagdweise ähnelt oft der des Habichts. Häufig jagen Habichtsadler Säuger oder Vögel am Boden von einem gedeckten Ansitz aus, Vögel werden dabei nach dem Auffliegen auch länger verfolgt. Weitere Jagdmethoden sind das Herabstoßen aus hohem Kreisen heraus sowie der Suchflug dicht an Felswänden entlang, wobei Paare oft gemeinsam jagen. Habichtsadler schlagen ihre Beute meist dicht über oder auf dem Boden.
Die Nahrung besteht der flexiblen Jagdweise entsprechend aus einer Vielzahl kleiner bis mittelgroßer Wirbeltiere und reicht bei Vögeln von der Amsel bis zu Graugänsen, Störchen oder Kragentrappen und bei Säugetieren von Hausratten bis zu Hasen; auch Reptilien werden häufig gefangen. Der überwiegende Teil der Beute besteht jedoch aus mittelgroßen Vögeln wie Tauben, Rabenvögeln und Hühnervögeln sowie Säugern ähnlicher Größe.
So bestand die ganzjährig untersuchte Nahrung in der Provence zu 62,5 % aus Vögeln, zu 28,5 % aus Säugetieren, zu 8,5 % aus Reptilien und zu 0,4 % aus Amphibien.
Häufigstes Beutetier war dort das Wildkaninchen (14,8 % aller Beutetiere), danach folgte das Rothuhn (12,6 %), die Mittelmeermöwe (Larus michahellis) (12,2 %) und die Elster (11,3 %). Bei den erbeuteten Reptilien handelte es sich ausnahmslos um unbestimmte Eidechsen (Lacerta sp.).
Auf Zypern wurden von 1999 bis 2001 ganzjährig Beutereste gesammelt. Die Verteilung der Beute auf die einzelnen Wirbeltiergruppen entsprach dort weitgehend jener in der Provence; das Beutespektrum bestand zu 56,6 % aus Vögeln, zu 34,2 % aus Säugetieren und zu 9,2 % aus Reptilien. Häufigstes Beutetier war dort jedoch das Chukarhuhn (32,4 % aller Beutetiere), danach folgten die Hausratte (31,9 %), die Ringeltaube (10,0 %) und der Hardun (9,0 %).

## Fortpflanzung

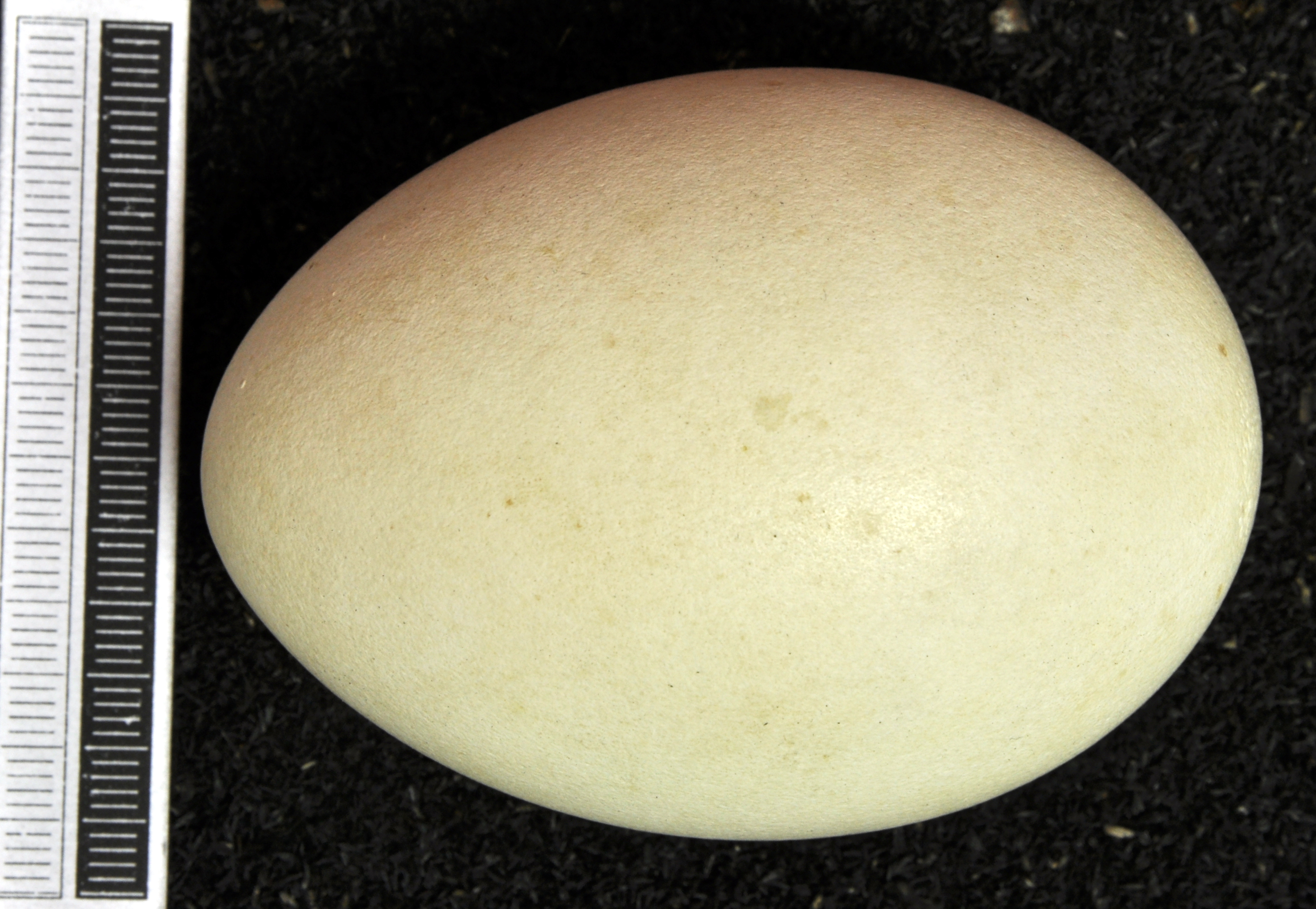
Ei, Sammlung Museum Wiesbaden

Die Balz beginnt im November oder Dezember, der Balzflug besteht aus hohem Kreisen und Wellenflügen über dem Nestbereich. Die großen Nester werden überwiegend in Felswänden gebaut, seltener auf Bäumen. Die Eiablage erfolgt in Südeuropa ab Anfang Februar bis Mitte März. Das Gelege besteht meist aus zwei, seltener aus einem oder drei Eiern, die im Abstand von zwei bis drei Tagen gelegt werden. Die Eier sind auf weißem Grund in sehr variabler Stärke bräunlich bis gelblich gefleckt, die Fleckung kann auch ganz fehlen. Eier aus Europa und Nordafrika messen im Mittel 68,8 × 53,8 mm und wiegen im Mittel 112 g. Die Bebrütung erfolgt fast ausschließlich durch das Weibchen, das während dieser Zeit vom Männchen mit Nahrung versorgt wird. Die Brutzeit beträgt 37 bis 40 Tage. Die Nestlinge verlassen nach 62 bis 70 Tagen den Horst und werden dann noch etwa acht Wochen lang von den Eltern mit Nahrung versorgt.

## Wanderungen
Adulte Habichtsadler sind ausgesprochene Standvögel und verbringen auch den Winter im oder nahe dem Brutgebiet. Jungvögel zeigen nach der Abwanderung aus dem elterlichen Revier eine ungerichtete Abwanderung (Dispersion), die auch über Entfernungen von mehreren Hundert Kilometer erfolgen kann.

## Bestand und Gefährdung
Der Bestand in der westlichen Paläarktis ohne Algerien wurde um das Jahr 2000 auf nur 1.500 bis 2.200 Paare geschätzt, die Art ist damit eine der seltensten Greifvogelarten in diesem Raum. Verlässliche Bestandszahlen für den übrigen mittleren Osten und Mittel- und Südostasien gibt es nicht, Ferguson-Lees & Christie schätzen den Weltbestand jedoch auf nur wenig über 10.000 Brutpaare.
In Südeuropa ist in den letzten Jahrzehnten ein anhaltender Bestandsrückgang zu verzeichnen, so wurden in drei spanischen und zwei französischen Untersuchungsgebieten in den Jahren 1970 bis 1992 Bestandsabnahmen zwischen 0,3 % und 8,7 % pro Jahr festgestellt. Hauptgrund für die Abnahme ist dort die illegale Verfolgung durch Jäger und Taubenzüchter sowie der Tod an Strommasten. Aus den Brutgebieten Nordafrikas und Asiens liegen keine Angaben zu Bestandsentwicklung vor.
Die IUCN betrachtet den Weltbestand als nicht gefährdet (least concern). Aufgrund des anhaltenden Rückganges in Europa gilt die Art hier jedoch als stark gefährdet (endangered).